# Coupe Stanković des champions continentaux
Ne doit pas être confondu avec Coupe Stanković FIBA Asie.
La Coupe Stanković des champions continentaux est une compétition internationale de basket-ball masculin organisée chaque année par la FIBA. L'idée de ce tournoi est venue du Dr. Carl Men-Ky Ching, président de la FIBA de 2002 à 2006. Cette coupe a été nommée en l'honneur de Borislav Stanković, secrétaire général émérite de la FIBA, pour son apport au basket-ball. Seul Chinois président de l'une des 28 fédérations internationales de sport, le Dr Ching désigna la Chine en tant que pays organisateur de cette compétition. La coupe est organisée pour promouvoir le basket-ball dans ce pays et pour apporter la possibilité à l'équipe de Chine d'affronter les meilleures équipes internationales. Chaque continent a au moins un représentant lors de ce tournoi.

## Palmarès
| Année  | Organisateur    | Médaille d'or    | Médaille d'argent | Médaille de bronze              |
| ------ | --------------- | ---------------- | ----------------- | ------------------------------- |
| 2005   | Pékin           | Lituanie         | Argentine         | Australie                       |
| 2006   | Nankin/Kunshan  | Grèce            | Allemagne         | France                          |
| 2007   | Guangzhou Macao | Slovénie         | Chine             | Ambassadeurs de la NBA D-League |
| 2008   | Hangzhou        | Angola           | Chine             | Serbie                          |
| 2009   | Kunshan         | Australie        | Turquie           | Chine                           |
| 2010   | Liuzhou         | Slovénie         | Australie         | Chine                           |
| 2011/1 | Haining         | Angola           | Australie         | Russie                          |
| 2011/2 | Guangzhou       | Nouvelle-Zélande | Russie            | Chine                           |
| 2012   | Guangzhou       | Chine            | Australie         | Tunisie                         |
| 2013/1 | Lanzhou         | Australie        | Argentine         | Chine                           |
| 2013/2 | Guangzhou       | Argentine        | Chine             | Nigeria                         |
| 2014   | Luoyang         | Russie           | Slovénie          | Chine                           |
| 2015   | Luoyang         | Nouvelle-Zélande | Mexique           | Venezuela                       |